# Бутурлин, Семён Никитич
Семён Никитич Бутурлин — воевода на службе у московского князя Василия III Ивановича. Отдаленный потомок Радши, выходца из Германии. Сын Никиты Ивановича Бутурлина, брат бояр Фёдора, Ивана и окольничего Андрея, также состоявших на службе у московских князей.
В 1519 году, вместе с другими воеводами, послан из Москвы в Новгород-Северский к князю Василию Ивановичу Шемячичу. В июле 1521 года во время похода крымского хана Мухаммед Гирея был в числе других воевод на Оке, у Серпухова, в составе полков, которые не смогли препятствовать переправе крымских войск через Оку. В 1530 году был в Рязани для защиты со стороны Крыма.
Оставил сына Фёдора.